# گوبا دی رولین
گوبا دی رولین (به لاتین: Gobba di Rollin) یک کوه در سوئیس است که در کانتون وله واقع شده‌است. گوبا دی رولین ۳٬۸۹۹ متر بالاتر از سطح دریا واقع شده‌است.